# Omar Manjarrez
Omar Manjarrez (Apartadó, 4 de noviembre de 1994) es un futbolista colombiano. Juega de delantero.

## Trayectoria

### Alianza Petrolera
Debutó oficialmente con 2 goles ante el Cúcuta Deportivo el resultado final fue 2-1 a favor de los petroleros, en el minuto 76 fue remplazado por el jugador Martín Arzuaga.

## Clubes
| Club              | País     | Año         |
| ----------------- | -------- | ----------- |
| Alianza Petrolera | Colombia | 2015 - 2016 |